# كيم سو يون
كيم سو يون (من مواليد 6 سبتمبر 1989) هي ممثلة كورية جنوبية. صعدت إلى الشهرة في عام 2009 في الدراما التليفزيونية الشهيرة فتيان قبل الزهور. لقد لعبت منذ ذلك الحين دور البطولة في السعادة في مهب الريح (2010)، ألف قبلة (2011–12)، لعبة الكذاب (2014)، العالم الذي يمشي في الليل (2015)، فجوة لدينا قريبًا (2016–17)، دائم الخضرة (2018)، وثلاثة أشقاء شجعان (2022–23). لقد فازت بالعديد من الجوائز مثل أفضل ممثلة جديدة وجائزة التمثيل الخاص وتم ترشيحها في سنوات مختلفة لجائزة التميز وأفضل ممثلة في فيلم خاص.

## الحياة المهنية

### 2004-2009: الأفلام الأولى والشعبية المتزايدة
ظهرت كيم سو يون لأول مرة كممثلة مع دور بسيط في فيلم 2004 Two Guys، عندما كانت في المدرسة الإعدادية. ثم ظهرت في أدوار ثانوية في التلفزيون والسينما، بما في ذلك أخوات البحر و العرض يجب أن يستمر(حيث لعبت دور ابنة سونغ كانغ هو ). 
صعدت كيم إلى الشهرة في عام 2009 من خلال دورها الداعم كأفضل صديقة للبطلة في المسلسل الدرامي فتيان قبل الزهور. في نفس العام، نالت كيم الثناء على تنويعها منذ تصويرها دور نظير الطفولة تشاي شي را هوانغبو سو في ملحمة الفترة الإمبراطورة تشيونتشو، والتي تعلمت من خلالها كيفية ركوب الخيل والرماية بالقوس والسهم.  قامت كيم بعد ذلك بتصوير امرأة أكبر سنًا في منتصف العشرينيات من عمرها في المسلسل الكوميدي الرومانسي هو الذي لا يستطيع الزواج ، وهو إعادة إنتاج من الدراما اليابانية كيكون ديكيناي أوتوكو.  

### 2010-2012: الانتقال إلى الأدوار الرئيسية

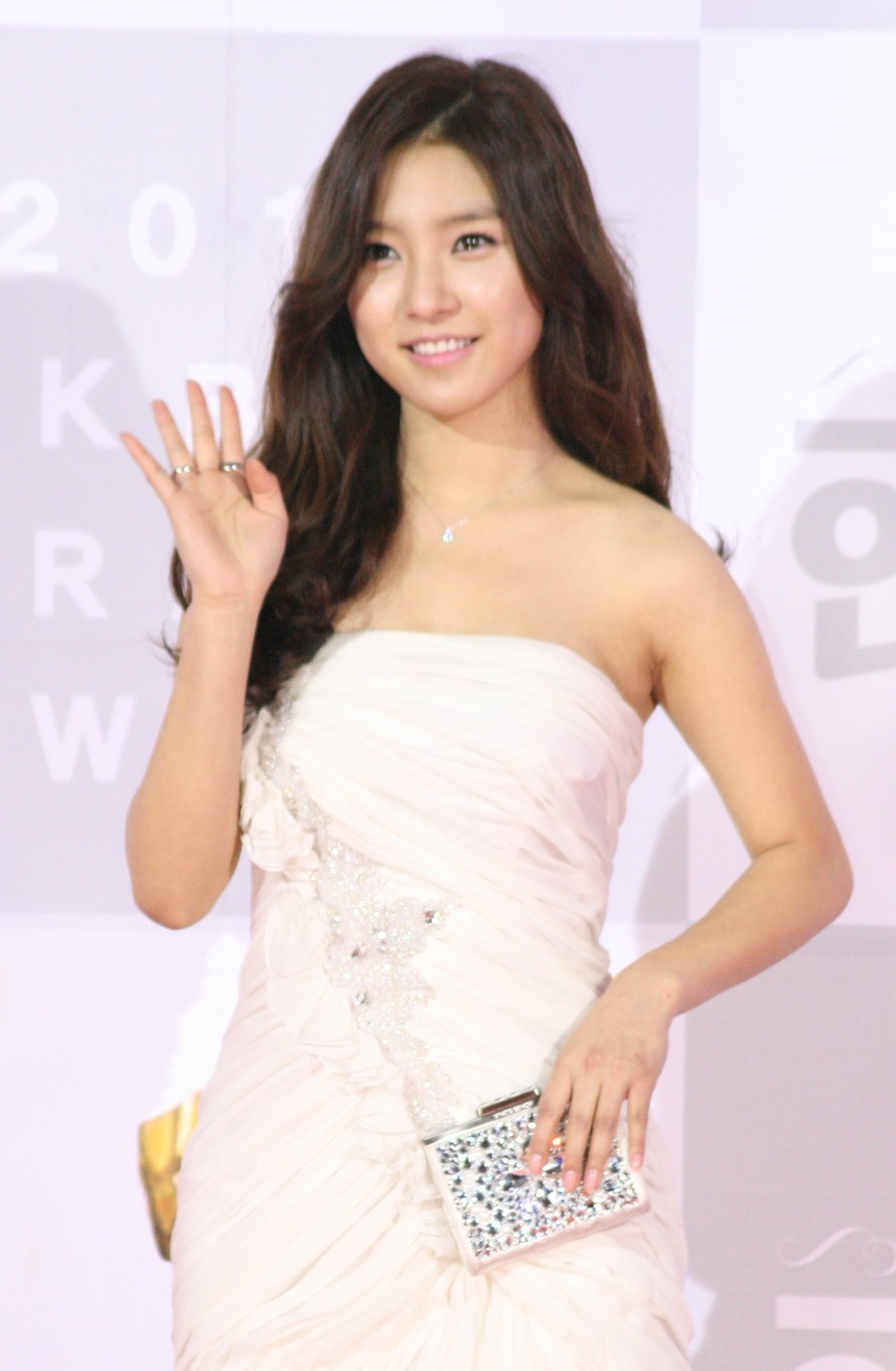
كيم في عام 2010

حصلت كيم على أول دور رئيسي لها في الدراما اليومية لعام 2010 "السعادة في مهب الريح" (المعروفة أيضًا باسم "يوم جيد لنفخ الريح")، مما أدى إلى رفع مكانتها في الموجة الكورية.    ثم لعبت دور البطولة في الدراما الأسبوعية "ألف قبلة" (2011-2012)، والتي استكشفت الفروق العمرية في العلاقات.  
في عام 2012، لعبت دور البطولة في الدراما الصينية المكونة من عشر حلقات الملاك السري (بالصينية: 秘密天使)، والتي تم بثها على موقع البوابة سوهو.    عادت إلى التلفزيون الكوري في الدراما التلفزيونية نهاية سعيدة.  في نفس العام، ظهرت أيضًا في الموسيقى والأغاني، وهو عرض واقعي يتم فيه الجمع بين ممثلة وموسيقي ذكر معًا للتعاون، كشاعر غنائي وملحن على التوالي، في إنشاء أغنية.  قامت كيم ولي جون-هو من فرقة فتيان (تو بي إم)بتأليف أغنية "Love is Sad" والتي سجلها لي أيضًا؛ تم إصدارها كأغنية فردية وظهرت في الموسيقى التصويرية لفيلم Feast of the Gods. 
بعد أن لعبت دور الأميرة سوخوي في الملحمة التاريخية طبيب الحصان (المعروف أيضًا باسم طبيب الملك، 2012-2013)،  لعبت كيم دور البطولة في فيلم After School: Lucky or Not (في العنوان الكوري، تشير كلمة bokbulbok إلى لعبة الحظ، حرفيًا تعني "الحظ، لا حظ")، مقابل 5 أعضاء من مجموعة الممثلين المعبودين 5urprise، والتي تم توزيعها عبر بوابات كوريا الجنوبية للاتصالات عبر الإنترنت والهواتف المحمولة. 
تم اختيارها أيضًا هي وفيكتوريا سونغ (عضوة في مجموعة الفتيات إف إكس ) لاستضافة برنامج Glitter، وهو عرض متنوع عن حياة الشباب في العشرينات من عمرهم. 

### 2014 إلى الوقت الحاضر: العودة إلى شاشة التلفزيون
في عام 2014، لعبت كيم دور البطولة في فيلم الرعب Mourning Grave، حيث لعبت دور فتاة شبح تشكل صداقة مع صبي في المدرسة الثانوية الذي يرى الأشباح كانغ ها نيول.   تبع ذلك دور رئيسي في لعبة الكذاب، دراما كورية مقتبسة من المانجا اليابانية الفخرية بقلم شينوبو كايتاني.  انضمت كيم أيضًا إلى الموسم الرابع من برنامج الواقع لقد تزوجنا ، حيث تم إقرانها مع سونغ جاي ريم في زواج "افتراضي"؛ لقد عززت شعبيتهم كزوجين وكمشاهير فرديين.  
في عام 2015، لعبت كيم دور البطولة في فيلم الويبتون المقتبس العالم الذي يمشي في الليل، حيث لعبت أدوارًا مزدوجة باعتبارها ابنة أحد النبلاء وحب مصاص الدماء السابق.   كان من المقرر أن تبدأ أنشطتها في الصين من خلال الفيلم الرومانسي Sky Lantern (المعروف أيضًا باسم عاشق الأيام الماضية )، وهو فيلم من إنتاج كوري صيني مشترك تلعب فيه دور البطولة أمام المغني والممثل التايواني آرون يان.  في نفس العام، لعبت دور البطولة في دراما الويب Falling for Challenge إلى جانب شيومين. 

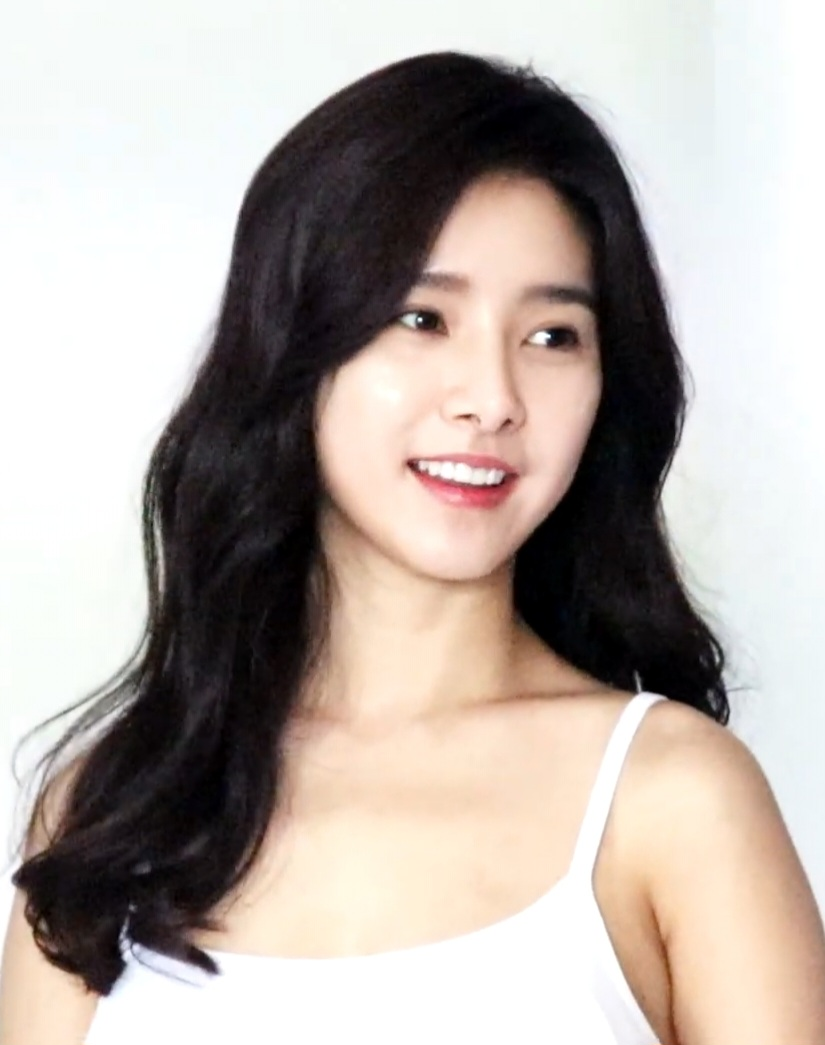
كيم في عام 2019

في عام 2016، وقعت كيم عقدًا مع وكالة الإدارة الجديدة Will Entertainment.  من عام 2016 إلى عام 2017، لعبت دور البطولة في الدراما العائلية Our Gap -soon باعتبارها الشخصية الرئيسية. 
في عام 2017، لعبت كيم دور البطولة في الدراما الخاصة على قناة KBS "أنت أقرب مما أعتقد" مع الممثل لي سانغ يوب .  وفي العام نفسه، أكدت كيم عودتها إلى الشاشة الفضية بفيلم خيالي رومانسي هل أنت واقع في الحب؟ مقابل سونغ هوون. 
في عام 2018، لعب كيم دور البطولة في المسلسل الكوميدي الرومانسي That Man Oh Soo مع إي جونغ هيون عضو سي إن بلو.  
في أغسطس 2021، وقعت كيم مع وكالة Ascendio Reserve الجديدة. 

## نشاطات أخرى
عندما كانت طفلة، تدربت كيم بشكل احترافي كمتزلجة رياضية وطنية. تم تعليق تدريبها إلى أجل غير مسمى بعد أن تم اكتشافها كعارضة أزياء محترفة في مسابقة التزلج والتزحلق على الجليد للناشئين لعام 2003 في بيونغ تشانغ، مقاطعة غانغوون. احتفظت باهتمامها بهذه الرياضة، حيث ظهرت في مقاطع فيديو تعليمية في عام 2012 لمنتجع فيفالدي للتزلج في هونغتشون.  
أيدت كيم العديد من المنتجات،   وظهرت في المجلات. مثل أليور كوريا، وHigh Cut، وفوغ كوريا، وإن ستايل كوريا، و Elle Girl كوريا، و هاربر بازار، وCeCi، و L'Officiel، و إسكواير كوريا، و Nylon كوريا.   
كانت كيم مناصرة منتظمة للأفلام الفنية ونشاط الشباب والحياة البيئية، عملت كسفيرة للنوايا الحسنة لمهرجان كوريا السينمائي الدولي للشباب لعام 2009، وأسبوع الموضة الجامعي لعام 2009، ومهرجان غيونغي السينمائي الدولي لعام 2011،    مهرجان السينما الذهبية عامي 2013 و2014، ومهرجان الفيلم الأخضر 2014. 